# 佐田德平
佐田德平（日语：／ Sada Tokuhei，1909年—1933年12月17日），日本男子游泳运动员。他在1928年阿姆斯特丹夏季奥林匹克运动会中，参加了男子游泳比赛并获得男子4x200米自由泳接力银牌。